# 모조 (프로그래밍 언어)
모조(Mojo)는 개발 중인 사유 프로그래밍 언어이다.
모조는 주피터 노트북(Jupyter notebooks)을 통해 브라우저에서, 리눅스에서 로컬로, 그리고 macOS에서 사용할 수 있다.

## 기원이 되는 설계 및 개발
2022년에 모듈러(Modular) 회사는 스위프트 (프로그래밍 언어)의 최초 설계자인 크리스 라트너와 전 구글 직원인 팀 데이비스(Tim Davis)가 설립했다.
2022년 9월 모듈러사에서 내부적으로 모조의 초기 빌드를 출시했다.
모조는 컴파일 백엔드로 LLVM과 MLIR을 사용한다.
모조는 추론된 정적 타이핑을 사용한다.
모조는 파이썬에서 쉽게 전환할 수 있도록 만들어졌다. 이 언어에는 파이썬과 유사한 구문이 있으며 사용자가 파이썬 모듈을 가져올 수 있다.
모조는 오픈 소스는 아니지만 향후 오픈 소스로 전환할 계획이다.
모조는 러스트 (프로그래밍 언어)의 영향을 받은 버로 체커(borrow checker)를 추가할 계획이다.
모조는 C/C++ 및 파이썬 코드를 호출하기 위한 외부 함수 인터페이스를 추가할 계획이다.
모조는 파이썬 3과 소스 호환되지 않으며 구문의 하위 집합만 제공한다. 전역 키워드, 목록 및 사전 이해, 클래스 지원이 누락되었다. 또한 모조는 성능이 낮은 수준의 프로그래밍을 가능하게 하는 기능도 추가한다. 즉, 형식화되고 컴파일된 함수를 생성하기 위한 fn과 클래스에 대한 메모리 최적화 대안을 위한 "struct"가 있다. 모조 구조체는 메소드, 필드, 연산자 오버로딩 및 데코레이터를 지원한다.
모조 파일은 .mojo 또는 .🔥 파일 확장자를 사용한다.

## 같이 보기
- 인공지능을 위한 프로그래밍 언어 목록